# Propane Nightmares
„Propane Nightmares” – drugi singel z albumu australijsko–brytyjskiego zespołu Pendulum pt. In Silico. Został wydany 12 kwietnia 2008 r. przez wytwórnię Warner Music UK. Singel notowany był na czwartym miejscu brytyjskiej listy przebojów. Singel nominowany do nagrody Kerrang! Awards w 2008 roku w kategorii najlepszy singel.
„Propane Nightmares” zawiera sample z utworu „Million Miles From Home” z albumu Expedicion niemieckiego zespołu Dune

## Teledysk
Reżyserem teledysku do utworu jest  Tim Qualtrough. Został opublikowany w serwisie internetowym YouTube 27 marca 2008 r.

## Lista utworów
|  | 12" vinyl single (wydany 28 kwietnia 2008) 1. „Propane Nightmares” – 5:13 2. „Propane Nightmares” (V.I.P. mix) – 5:22 CD single (wydany 28 kwietnia 2008) 1. „Propane Nightmares” (radio edit) – 4:19 2. „Propane Nightmares” (original version) – 5:13 | Digital EP (wydany 18 kwietnia 2008) 1. „Propane Nightmares” – 5:13 2. „Propane Nightmares” (V.I.P. mix) – 5:22 3. „Propane Nightmares” (VST remix)) – 4:48 12" vinyl single 1. „Propane Nightmares” (Celldweller remix) – 5:36 2. „Propane Nightmares” (VST remix)) – 4:48 |

## Notowania na listach przebojów
| Lista                                 | Najwyższa pozycja |
| ------------------------------------- | ----------------- |
| Wielka Brytania (Singles Top 100)     | 4                 |
| Stany Zjednoczone (Alternative Songs) | 38                |

## Nagrody i nominacje

### Kerrang! Awards
| Rok  | Kategoria                      | Rezultat  |
| ---- | ------------------------------ | --------- |
| 2008 | Best Single (najlepszy singel) | Nominacja |